# Орменіш (Муреш)
Орменіш (рум. Ormeniș) — село у повіті Муреш в Румунії. Входить до складу комуни Віїшоара.
Село розташоване на відстані 242 км на північний захід від Бухареста, 24 км на південь від Тиргу-Муреша, 87 км на південний схід від Клуж-Напоки, 111 км на північний захід від Брашова.

## Населення
За даними перепису населення 2002 року у селі проживали 395 осіб.
Національний склад населення села:
| Національність | Кількість осіб | Відсоток |
| -------------- | -------------- | -------- |
| цигани         | 183            | 46,3%    |
| румуни         | 171            | 43,3%    |
| німці          | 30             | 7,6%     |
| угорці         | 9              | 2,3%     |

Рідною мовою назвали:
| Мова      | Кількість осіб | Відсоток |
| --------- | -------------- | -------- |
| румунська | 363            | 91,9%    |
| німецька  | 22             | 5,6%     |
| угорська  | 7              | 1,8%     |